# سولرس
سولرس (به انگلیسی: Sollers) شرکت هلدینگ خودروسازی روسی است، که تا پیش از سال ۲۰۰۲ با نام شرکت خودروسازی سیورستال شناخته می‌شد.
این شرکت دارای سهام قابل‌توجهی در شرکت‌های خودروسازی اواز، زدام‌زد و کارخانه موتور زاوولژیه می‌باشد. شرکت سیورستال با در اختیار داشتن ۴۹ درصد از سهام این شرکت، بزرگترین سهامدار سولرس به‌شمار می‌آید. دفتر مرکزی شرکت سولرس در شهر مسکو قرار دارد و بخشی از سهام آن در بازار بورس مسکو معامله می‌شود.